# Lämmerdysenterie
Die Lämmerdysenterie (Syn. Lämmerruhr) ist eine durch das Bakterium Clostridium perfringens Typ B verursachte Infektionskrankheit bei Sauglämmern.
Der Erreger ist häufig in der Einstreu von Schafställen, in geringer Zahl auch im Darm gesunder Lämmer zu finden. Die Aufnahme erfolgt beim Saugen am kontaminierten Euter des Mutterschafes. Zur Erkrankung kommt es aber nur, wenn größere Bakterienmengen aufgenommen werden, die die natürliche Darmflora überwuchern. Betroffen sind vorwiegend Lämmer im Alter von bis zu drei Wochen. Die Tiere hören auf zu saugen, haben einen Blähbauch und Koliken. Später tritt Durchfall auf, der zunächst gelblich, im weiteren Verlauf blutig ist. Nach ein bis zwei Tagen versterben die meisten Tiere. Gelegentlich kann – ähnlich wie beim Struck der Jungschafe – auch ein perakuter Verlauf, also Versterben ohne vorherige klinische Symptome, vorkommen. Die Behandlung ist aufgrund des fulminanten Verlaufs selten möglich. Vorbeugend können Mutterschafe 4 bis 6 Wochen vor dem Ablammen mit einer Clostridien-Vakzine gegen Clostridien geimpft werden, so dass die Lämmer mütterliche (maternale) Antikörper über das Kolostrum erhalten.